# Меламид, Александр Данилович
Александр (Альберт) Данилович Меламид (род. 14 июля 1945[…], Москва) — художник и перформансист. Дуэт «Комар и Меламид» считается основателем направления «Соц-арт».

## Биография
Родился в еврейской семье в Москве. Мать — Людмила Чёрная, публицист и переводчик. Отец — историк, доктор исторических наук Даниил Меламид (1916—1993, псевдоним Д. Мельников).
Учился в Московской государственной художественно-промышленной академии имени С. Г. Строганова, где познакомился с Виталием Комаром. В конце 1960-х они начали работать в соавторстве, были одними из создателей соц-арта (параллельного Западному движению поп-арт). Один из организаторов Бульдозерной выставки.
Под давлением советских властей в 1977 году оба иммигрировали в США, обосновавшись в городе Нью-Йорке. В 2003 каждый художник решил продолжать своё творчество независимо. Примерно в это время первый сын Меламида Дэн познакомил его с миром Хип-хопа, в частности, с DJ Whoo Kid и 50 Cent. Меламид был заинтригован этим социумом по причине его богатой истории и мирового распространения и начал рисовать портреты хип-хоп-исполнителей. Эти портреты стали его первыми личными работами после расставания с Комаром. Они были показаны на выставке в Музее современного искусства в Детройте.
В настоящее время работает в Челси (Нью-Йорк) над своим проектом Министерства исцеления искусством и уже выполнил серию работ, называемую «Gold is back, thank god!» («Золото вернулось, Господи, спасибо»).
В 2019 году представил первый сольный проект на территории России с момента эмиграции в 1977 году. Перформанс «I’m — God!» прошёл на территории галереи JART в мае 2019 года. В это же время на арт-шоу DA!Moscow в Гостином дворе был представлен проект Александра Меламида «Русская версия абстрактного экспрессионизма», цикл картин, также созданный в ходе перформанса.
Троюродный брат — биолог и диссидент Александр Гольдфарб.

## Работы
- Выбор народа
- Русская версия абстрактного экспрессионизма
- I’m - God!